# Dmesg
dmesg (diagnostic message, mensajes de diagnóstico) es una instrucción presente en los sistemas operativos Unix que lista el buffer de mensajes del núcleo. Este búfer contiene una gran variedad de mensajes importantes generados durante el arranque del sistema, la detección del hardware, asignación de  controladores (drivers) y durante la depuración de aplicaciones. La información ofrecida por dmesg puede guardarse en el disco duro mediante un demonio de registro, como syslog.
La instrucción dmesg puede redirigirse a tail para tener una visión de los últimos acontecimientos ocurridos en el sistema, a través de la orden
```
$ dmesg | tail
```